# Lo stato dell'arte
Lo stato dell'arte (The State of the Art), è un'antologia di fantascienza del 1991 dello scrittore Iain Banks, pubblicata in innumerevoli versioni negli anni seguenti, l'ordine dei racconti è stato cambiato varie volte. L'unica versione Italiana è quella della Fanucci Editore (2001) nella collana letteraria Solaria.
Soltanto due delle otto opere in esso contenute (il romanzo breve Lo stato dell'arte, e il racconto Un dono dalla Cultura), sono ambientati nell'universo del Ciclo della Cultura.

## Elenco dei racconti
- Lo stato dell'arte (The State of the Art, 1989)
- Strada dei Teschi (Road of Skulls, 1988)
- Un dono dalla Cultura (A Gift from the Culture, 1987)
- Dispari (Odd Attachment, 1989)
- Il discendente (Descendant, 1987)
- Pulizia (Cleaning Up, 1987)
- Pezzo (Piece, 1989) di Iain M. Banks
- Graffio (Scratch, 1987)

## Edizioni
- Iain Banks, Lo stato dell'arte, Solaria n.15, Fanucci Editore, 2001, ISBN 88-347-0811-3.